# Regierung G. Eyskens II
Die Regierung G. Eyskens II amtierte in Belgien vom 26. Juni 1958 bis zum 4. November 1958. In der Legislaturperiode von 1954 bis 1958 regierte eine Koalition von Sozialisten und Liberalen.  Nach der Parlamentswahl 1958, bei der sowohl die Sozialisten als auch die Liberalen Sitze einbüßten, bildete Gaston Eyskens eine christdemokratische (PSC/CVP) Minderheitsregierung. Nachdem sich Christdemokraten und Liberale in der Schulpolitik geeinigt hatten, traten die Liberalen Ende 1958 in die Regierung ein.

## Kabinett
| Amt                                                | Amtsinhaber            | Partei    | Beginn der Amtszeit | Ende der Amtszeit |
| -------------------------------------------------- | ---------------------- | --------- | ------------------- | ----------------- |
| Premierminister                                    | Gaston Eyskens         | PSC/CVP   | 26. Juni 1958       | 4. November 1958  |
| Minister für Außenhandel                           | André Dequae           | PSC/CVP   | 26. Juni 1958       | 4. November 1958  |
| Landwirtschaftsminister                            | Albert De Vleeschauwer | PSC/CVP   | 26. Juni 1958       | 4. November 1958  |
| Verteidigungsminister                              | Arthur Gilson          | PSC/CVP   | 26. Juni 1958       | 4. November 1958  |
| Justizminister                                     | Pierre Harmel          | PSC/CVP   | 26. Juni 1958       | 4. November 1958  |
| Innenminister                                      | Charles Héger          | PSC/CVP   | 26. Juni 1958       | 4. November 1958  |
| Minister für Gesundheit und Familie                | Robert Houben          | PSC/CVP   | 26. Juni 1958       | 4. November 1958  |
| Minister für öffentliche Arbeiten und Wiederaufbau | Paul Meyers            | PSC/CVP   | 26. Juni 1958       | 4. November 1958  |
| Wirtschaftsminister                                | Raymond Scheyven       | PSC/CVP   | 26. Juni 1958       | 4. November 1958  |
| Minister für Kommunikation                         | Paul-Willem Segers     | PSC/CVP   | 26. Juni 1958       | 4. November 1958  |
| Minister für Arbeit und Soziales                   | Léon Servais           | PSC/CVP   | 26. Juni 1958       | 4. November 1958  |
| Minister für Mittelstand                           | Paul Vanden Boeynants  | PSC/CVP   | 26. Juni 1958       | 4. November 1958  |
| Bildungsminister                                   | Maurice Van Hemelrijck | PSC/CVP   | 26. Juni 1958       | 4. November 1958  |
| Finanzminister                                     | Jean Van Houtte        | PSC/CVP   | 26. Juni 1958       | 4. November 1958  |
| Außenminister                                      | Pierre Wigny           | PSC/CVP   | 26. Juni 1958       | 4. November 1958  |
| Kolonialminister                                   | Léon Pétillon          | parteilos | 5. Juli 1958        | 4. November 1958  |